# Gwendolen
Gwendolen ist eine sagenhafte britannische Königin, bekannt aus der Historia Regum Britanniae des Geoffrey of Monmouth. Sie war laut der Legende die Ehefrau von König Locrinus, der gemeinsam mit seinen Brüdern über Britannien herrschte. Nach einem Konflikt mit Locrinus besiegte Gwendolen ihn in einer Schlacht und übernahm für 15 Jahre die Herrschaft über das Gebiet des heutigen Englands.

## Legendäres Leben
Laut der Historia Regum Britanniae soll Gwendolen eine Zeitgenossin des Propheten Samuel in Judäa, von Silvius, Herrscher von Alba Longa und von Homer in Griechenland gewesen sein. In Britannien hatte sich nach der Historia Regum Britanniae Brutus, ein Enkel von Aeneas,  nach einigen Wanderungen in Britannien als König etabliert und das Königreich seinen drei Söhnen hinterlassen.
Die Historia Regum Britanniae beschreibt Gwendolen als die Tochter des Corineus von Cornwall. Sie heiratete König Locrinus, einer von drei Söhnen des Brutus, die das Herrschaftsgebiet nach Brutus’ Tod unter sich aufteilten. Locrinus herrschte über das Gebiet des heutigen Englands. Locrinus und Gwendolen hatten einen Sohn und Thronfolger, Maddan.
Zum Konflikt zwischen Gwendolen und Locrinus kam es, weil sich Locrinus in eine germanische Prinzessin, Estrildis, verliebt hatte, welche er vor Humber dem Hunnen gerettet hatte. Obwohl Locrinus auf Druck von Corineus Gwendolen heiratete, behielt Locrinus Estrildis als heimliche Geliebte. Nach dem Tod des Corineus verließ Locrinus Gwendolen und heiratete Estrildis. Gwendolen ging daraufhin nach Cornwall, wo sie die Streitkräfte sammelte, mit denen sie Locrinus besiegte.
Nach ihrem Sieg über Locrinus übernahm Gwendolen die Herrschaft über sein Reich, das sie 15 Jahre regierte. Estrildis und ihre Tochter Sabre ließ Gwendolen in einem Fluss ertränken, der nach Sabres Namen fortan Severn hieß. Nach ihrer Abdankung zugunsten ihres Sohnes Maddan zog sich Gwendolen nach Cornwall zurück.